# Chiesa di San Giorgio Martire (San Giorgio Monferrato)
La chiesa di San Giorgio Martire è la parrocchiale di San Giorgio Monferrato, in provincia di Alessandria e diocesi di Casale Monferrato; fa parte dell'unità pastorale Beato Piergiorgio Frassati.

## Storia
Da un documento del 1143 si apprende che a San Giorgio Monferrato sorgevano cinque chiese, dedicate rispettivamente ai santi Pietro, Martino, Maria, Ilario e Vitale.

La chiesa di Santa Maria, che espletava la funzione di parrocchiale, era situata nella parte alta del paese e presso di essa sorgeva il camposanto.

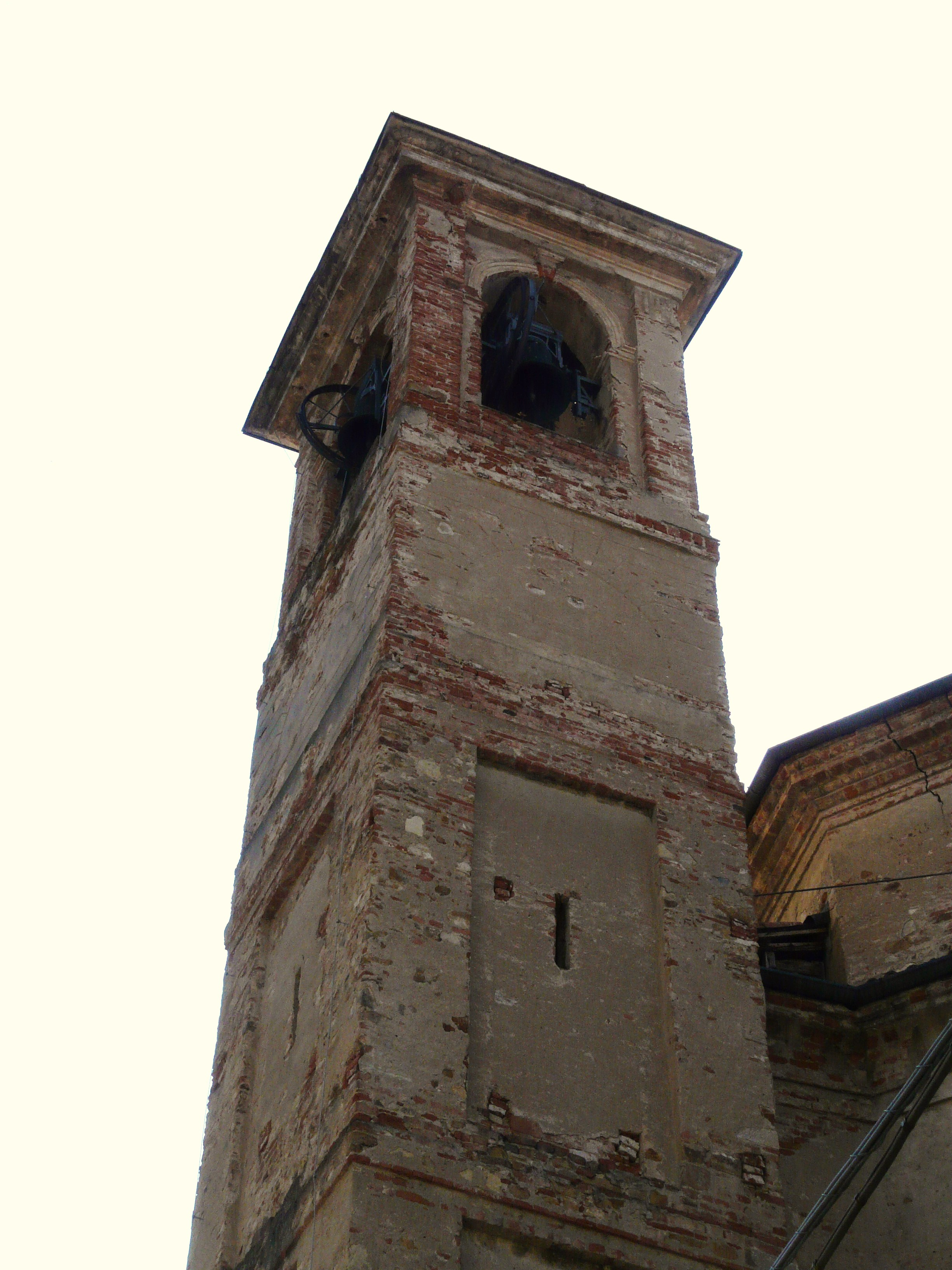
Il campanile

Nel 1474 la parrocchia passò dall'arcidiocesi di Vercelli alla diocesi di Casale Monferrato in seguito all'istituzione di quest'ultima.

Il giuspatronato su questa chiesa, la quale per un periodo fu pure sede del tribunale dell'Inquisizione, nel Settecento risultava appartenere per un terzo al capitolo della cattedrale di Casale Monferrato e per due terzi al paese.
Nel 1767, siccome la chiesa era insufficiente a soddisfare le esigenze della popolazione e, per di più, era umida, l'architetto Lorenzo Valenti fu chiamato del curato Giobatta Bionda a prendere le misure necessarie per vedere se si poteva edificare una nuova chiesa.
A tal proposito il marchese Giovanni Battista Gozzani fece demolire due case per far spazio al costruendo edificio e ne affidò il progetto a Giovan Battista Colombera.
Il 20 marzo 1777 il capomastro Carlo Notaro fu incaricato di seguire la realizzazione della nuova chiesa, la cui prima pietra venne posta il 16 novembre successivo; nel 1795 Bernardo Lombardi vide l'appalto per la prosecuzione dei lavori, i quali, tuttavia, procedevano a rilento, tanto che nel 1807 la fabbrica era stata innalzata solo per metà e che nel 1809 il consiglio comunale si trovò costretto a chiedere al prefetto l'invio di denaro per ultimare la parrocchiale, la quale poté essere benedetta ed aperta al culto il 15 novembre 1815 e consacrata il 6 ottobre 1822 dal vescovo di Casale Monferrato Francesco Alciati.
Nel 1927 venne inaugurata la cappella della Madonna di Lourdes, annessa alla chiesa, e nel 1951 fu inaugurato l'altare della Beata Vergine di Lourdes, costruito da Attilio Castelli.

## Descrizione

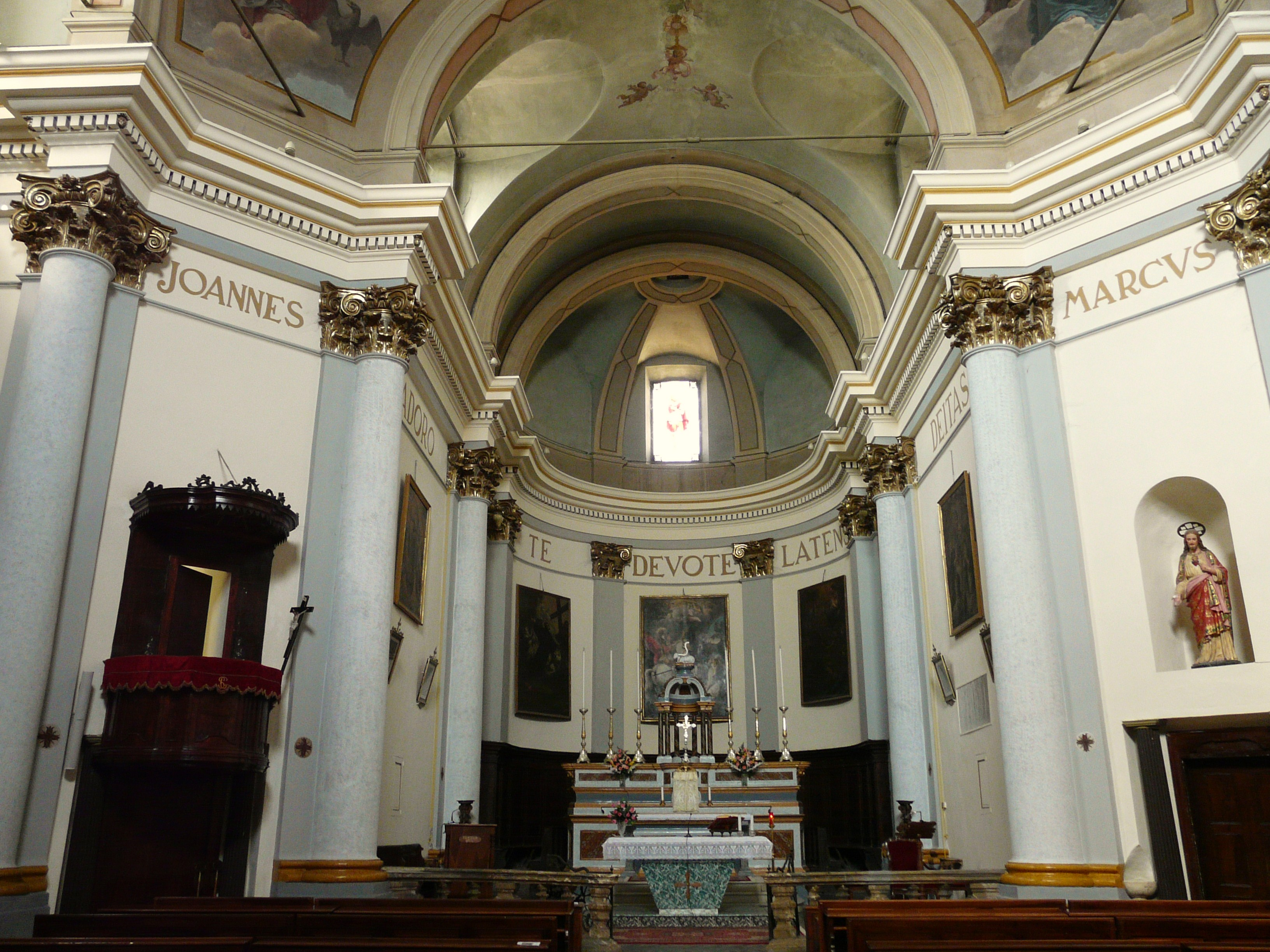
L'interno

La facciata a capanna della chiesa è scandita da quattro lesene che la suddividono in tre parti; presenta al centro il portale d'ingresso ed è coronata dal frontone.
Opere di pregio conservate all'interno, a navata unica, solo l'altare maggiore, la vetrata con soggetto San Vittore, le due pale ritraenti la Gloria di San Giorgio e Santa Rosa da Lima assieme al Bambin Gesù e ad una santa monaca incoronata, la statua della Madonna del Rosario col Bambino, scolpita da Gerolamo Prisone nel 1746, le pale raffiguranti San Giorgio con la principessa Selene e il drago, le stigmate di San Francesco, alcuni santi in venerazione della Vergine Maria e Sant'Agostino di Ippona, la statua del Sacro Cuore di Gesù e i quadri di Cristo alla colonna, del Primato di Pietro e di San Domenico con un martire, e le statue dorate di San Vittore e di San Giorgio.